# Gerd Konzag
Gerd Konzag (Klettwitz, 24 ottobre 1930 – Halle, 21 febbraio 2024) è stato un cestista tedesco.

## Carriera
Con la Germania Ovest partecipò ai Campionati europei del 1953.